# 루앙 페헤이라
루앙 페헤이라(포르투갈어: Luan Ferreira, 1996년 1월 23일 ~ )는 브라질의 축구 선수이다. 포지션은 공격수이다. 현재 K리그1의 수원 FC 소속이다.